# Velo Trapani
La Velo Trapani è stata una società di pallacanestro femminile di Trapani.

## Storia
Nata come società ciclistica, a partire dalla seconda metà degli anni Trenta Giovanni Oddo fondò e diresse la prima squadra femminile di pallacanestro che ebbe come playmaker Maria Giacoma Cernigliaro.
Successivamente insieme alle esperienze del Dopolavoro Sportivo Virtus (dal 1964-65) e della Cestistica Edera (dal 1965-66) nella pallacanestro femminile, la Velo Trapani prenderà più volte parte alla Serie B, fino al 1980 il 2º livello nazionale, tra gli anni '60 ed i '70.
Nel 1976 ottennero il principale successo giovanile: furono vicecampionesse d'Italia nella categoria juniores, allenate da Alberto Cardella, venendo sconfitte in finale dalla Standa Milano.
Dopo anni fra la C e la B, tornarono al 2º livello nazionale in occasione della promozione in serie A2 nel 1985 battendo la Viscosud Bari per 65 a 58..
La società scomparve nel 2003.

## Colori e simbolo

### Colori sociali
Le divise della Velo Trapani erano granata con bordi color bianco per le trasferte, mentre per le partite casalinghe i colori s'invertivano. In passato la formazione indossava anche divise di colore nero con la scritta "AS Velo Trapani" in granata.
Il colore granata rappresenta quasi sempre le principali società sportive della città di Trapani e deriva dalla Blasonatura rosso granata dello stemma cittadino. Nello specifico del basket il granata fu scelto anche dalla squadra maschile della  Pallacanestro Trapani (1981-1997 e dal 2011) e dal Basket Trapani (1997-2011).

## Impianto sportivo
Gli impianti che hanno ospitarono in passato le partite di basket femminile delle formazioni trapanesi furono la palestra "Dante Alighieri" (capienza: 300 spettatori) e la palestra "Tenente Alberti" (capienza: 800 spettatori). Prima della Seconda Guerra Mondiale e fino agli anni '60 le formazioni di pallacanestro sia maschile che femminile svolsero le proprie attività presso la Palestra e campo "degli Spalti".

## Cestiste

### Formazioni e giocatrici del passato
- 1966-1967 (B): Ornella Di Marco, Lo Castro, Adele Marino, Letizia Chittaro, Antonella Cardella, Paola Nicosia, Pinella Calandro, D'Angelo, Lidia Graziano, Ida Marino, Carnesi. All. ?.
- 1968-1969 (B): Ornella Di Marco, Fiorino, Adele Marino, Silvana Calandro, Letizia Chittaro, Lidia Graziano, Paola Nicosia, D'Angelo, Pinella Calandro, Maria Pia Renda. All. ?.
- 1969-1970 (B): Ornella Di Marco, Fiorino, Adele Marino, Silvana Calandro, Letizia Chittaro, Lidia Graziano, Paola Nicosia, D'Angelo, Pinella Calandro, Maria Pia Renda. All. ?.
- 1971-1972 (B): Eleonora Mollura, Enza Gianno, Letizia Chittaro, Ornella Di Marco, Tetta Salvo, Lidia Graziano, Paola Nicosia, Maria Pia Renda, Antonella Cardella, Nella Aiello. All. Aldo Bonfiglio.
- 1972-1973 (B): Enza Gianno, Ornella Di Marco, Tetta Salvo, Michelangela Tartamella, Michelina Tartamella, Eleonora Mollura, Lidia Graziano, Paola Nicosia, Maria Pia Renda, Letizia Chittaro. All. Aldo Bonfiglio.
- 1973-1974 (B): Nella Aiello, Antonella Cardella, Gabriella De Maria, Ornella Di Marco, Enza Gianno, Lidia Graziano, Eleonora Mollura, Paola Nicosia, Maria Pia Renda, Mariella Salone, Tetta Salvo, Michelina Tartamella, Michelangela Tartamella. All. Aldo Bonfiglio.
- 1974-1975 (B): Paola Nicosia, Elena Avellone, Michelina Tartamella, Rita Barraco, Michelangela Tartamella, Vita Magaddino, Ornella Di Marco, Canzoneri, Signore, Adriana Santoro, Maria Pia Renda, Antonella Cardella, Anna Salone, Lidia Graziano, Enza Gianno. All. Aldo Bonfiglio.
- 1979-1980 (B): Vita Magaddino, Adriana Santoro, Camera, Ebbreo, Grillo, Cardella, Poma, Ciravolo, Rizzo, Castiglione. All. Nino Fodale.
- 1982-1983 (C): Vita Magaddino, Gigante, Poma, Emilia Grillo, Ebbreo, Deborah Liotti, Santoro, Camera, Giannola, Rosalia Grillo. All.: Cusenza.
- 1984-1985 (B): Vita Magaddino, Patrizia Rollo, Deborah Liotti, Cesarò, Gigante, Poma, Camera, Giannola, Rosalia Grillo, Emilia Grillo. All. Aldo Bonfiglio.
- 1985-1986 (A2): Zita Di Lucantonio, Giusy Cecchi, Maria Carla Zitta, Cesarò, Patrizia Rollo, Emilia Grillo, Poma, Deborah Liotti, Giannola, Rosalia Grillo, Marcantonio, Cimminella, Camera, Ciravolo. All. Rodolfo Stucovitz, Vice All. Mario Morselli.
- 1986-1987 (A2): Patrizia Rollo, Pieretto, Deborah Liotti, Giusy Cecchi, Amari, Zita Di Lucantonio, Giannola, Longhi, Toscano, Adamo. All. Marzio Longhin.
- 1987-1988 (A2): -. All. Claudio Grossi.

## Allenatori e presidenti

### Allenatori
- Giovanni Oddo (fondatore ed allenatore della prima squadra femminile)
- Alberto Cardella
- Aldo Bonfiglio
- Nino Fodale (giocatore della Rosmini Trapani in Serie A)
- Rodolfo Stucovitz
- Marzio Longhin
- Vito Pollari
- Valerio Napoli[20] (assistente allenatore e responsabile del settore giovanile alla Pallacanestro Trapani)
- Vincenzo Ugo Ducarello[21] (assistente allenatore in LegaA di Romeo Sacchetti e Gianmarco Pozzecco)
- Morselli (1985-1986)
- Cristoforo Monaco (1990-1991)[22].

### Presidenti
- Giovanni Oddo
- Salvatore Cottone
- Ignazio Sanges [23]